# 阿史德枢宾
阿史德枢宾（?—?），阿史德氏，唐朝突厥族将领。
唐太宗灭东突厥之后，东突厥部族在唐朝的管理下。唐高宗设置单于大都护府管理东突厥部族。阿史德枢宾担任定襄都督。契丹族的松漠都督阿卜固反唐，显庆五年（660年）五月戊辰，唐高宗以定襄都督阿史德枢宾、左武候将军延陀梯真、居延州都督李合珠联合担任冷岍道行军总管，各自率领所部兵马以讨伐叛奚，命尚书右丞崔余庆充使总护三部兵，奚族于是遣使归降。再命阿史德枢宾等为沙砖道行军总管，讨伐契丹，擒获阿卜固送东都洛阳。 